# Stenodontus meridionator
Stenodontus meridionator là một loài tò vò trong họ Ichneumonidae.